# Phytomyza meridionalis
Phytomyza meridionalis är en tvåvingeart som beskrevs av Spencer 1972. Phytomyza meridionalis ingår i släktet Phytomyza och familjen minerarflugor.
Artens utbredningsområde är Spanien. Inga underarter finns listade i Catalogue of Life.